# Igor Musa
Igor Musa (Jajce, 18 ottobre 1973) è un ex calciatore croato.

## Palmarès
- Coppa di Croazia: 1

Hajduk Spalato: 1999-2000
- Campionato croato: 1

Hajduk Spalato: 2000-2001
- Campionato bosniaco: 1

Zrinjski Mostar: 2008-2009